# غراهام ليغات
غراهام ليغات (بالإنجليزية: Graham Leggat)‏ مواليد 20 يونيو 1934 في أبردين - الوفاة 29 أغسطس 2015 في تورونتو، كان لاعب ومدرب كرة قدم اسكتلندي كان يلعب كلاعب وسط. سبق له أن لعب في كأس العالم لكرة القدم مع منتخب بلاده. لعب خلال مسيرته 395 مباراة سجل خلالها 201 أهداف.

## المسيرة الاحترافية

### أندية لعب لها
- نادي أبردين
- نادي فولهام
- برمنغهام سيتي
- نادي روذرهام يونايتد

## روابط خارجية
- غراهام ليغات على موقع الاتحاد الإسكتلندي (الإنجليزية)
- غراهام ليغات على موقع قاعدة بيانات كرة القدم.إي يو (الإنجليزية)
- غراهام ليغات على موقع ناشيونال فوتبول تيمز (الإنجليزية)